# Iván Fischer

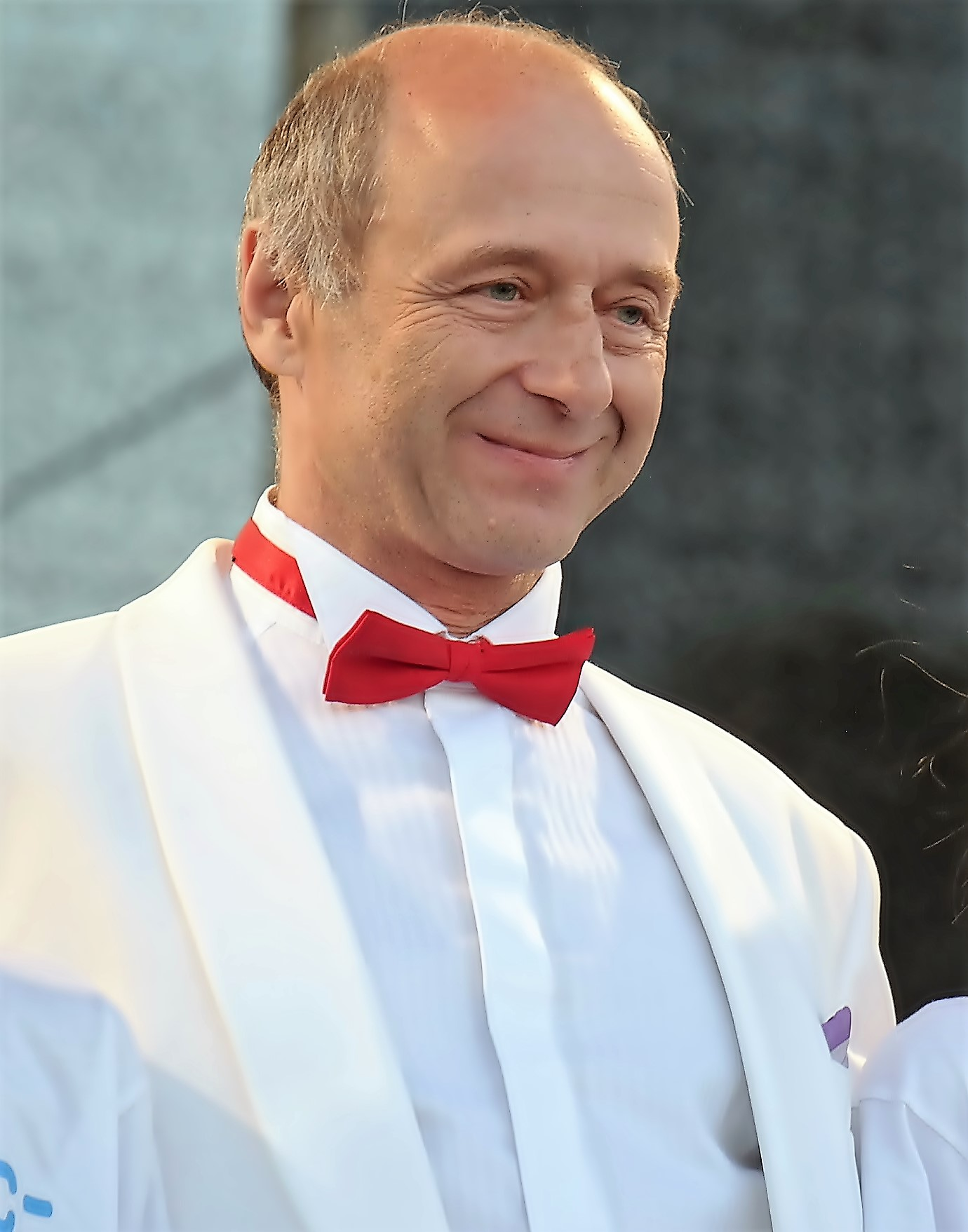
Iván Fischer in 2015

Iván Fischer (Boedapest, 20 januari 1951) is een Hongaarse dirigent. Hij is 'honorair gastdirigent' van het Koninklijk Concertgebouworkest in Amsterdam.
Hij werd geboren in Boedapest in een Joodse familie. Zijn broer Adam werd ook dirigent. Hij studeerde directie aan het Conservatorium van Wenen bij Hans Swarovski. Hij werd in zijn geboortestad opgeleid tot pianist, violist en cellist en studeerde daarna compositie. Vervolgens verhuisde hij naar Wenen om orkestdirectie te studeren bij Hans Swarowsky. Hij was twee seizoenen assistent van Nikolaus Harnoncourt bij het Mozarteum in Salzburg. Zijn specialiteiten zijn muziek van Bach, Mozart, Brahms, Mahler en Bartók.
Toen hij in 1976 een dirigentenconcours in Londen won, was dat de start van een internationale carrière. Sindsdien stond hij voor het BBC Symphony Orchestra, het London Symphony Orchestra, het Los Angeles Philharmonic Orchestra, de Berliner Philharmoniker, de Münchner Philharmoniker, het Koninklijk Concertgebouworkest en vele andere orkesten. In 1983 richtte hij samen met pianist-dirigent Zoltán Kocsis het Boedapest Festival Orkest op, waarvan hij nog steeds chef-dirigent is. Het feit dat dit orkest slechts een beperkte periode per jaar optreedt, geeft Fischer, die in Amsterdam woont en vloeiend Nederlands spreekt, de mogelijkheid om als gastdirigent vele andere orkesten te blijven dirigeren. Daarnaast is hij actief als operadirigent. Hij staat onder contract bij platenmaatschappij Channel Classics Records. In 2011 werd de Nederlandse  VSCD-prijs "De Ovatie" aan hem toegekend.
Fischer werd in oktober 2020 benoemd tot 'honorair gastdirigent' van het Koninklijk Concertgebouworkest in Amsterdam met ingang van het seizoen 2021-2022.

## Familie
Zijn vader Sándor, zijn broer Ádám en zijn neef György zijn ook dirigenten. Zijn dochter Nora Fischer is sopraanzangeres.

## Discografie

### Dvd's
| Dvd's met hitnoteringen in de Nederlandse Music Top 30 | Datum van verschijnen | Datum van binnenkomst | Hoogste positie | Aantal weken | Opmerkingen                                                            |
| ------------------------------------------------------ | --------------------- | --------------------- | --------------- | ------------ | ---------------------------------------------------------------------- |
| Johann Sebastian Bach: Matthäus Passion                | 2016                  | 19-03-2016            | 13              | 2            | met Concertgebouworkest, Groot Omroepkoor & National Children's Choir. |

- Bibsys: 5023068
- Biblioteca Nacional de España: XX1680772
- Bibliothèque nationale de France: cb13893951x (data)
- CiNii: DA10533825
- Gemeinsame Normdatei: 134373650
- International Standard Name Identifier: 0000 0001 1079 3217
- Library of Congress Control Number: n84088424
- Nationale Bibliotheek van Letland: 000176941
- MusicBrainz: 97daee1c-c12a-4a1c-86d1-7aca79c5c4f7
- Nationale Bibliotheek van Tsjechië: jo2002159931
- Nationale bibliotheek van Australië: 35992852
- Nationale Bibliotheek van Israël: 987007518719205171
- Nationale en Universitaire bibliotheek Zagreb: 000664973
- Nederlandse Thesaurus van Auteursnamen: 070764840
- Système universitaire de documentation: 080022618
- Trove: 1176698
- Virtual International Authority File: 100313618
- WorldCat: E39PBJvCMmY4xXfyF6yJYC7PwC